# ناو کلاس کالیفرنیا
کروزر کلاس کالیفرنیا (به انگلیسی: California-class cruiser) یک کلاس از کشتی است که طول آن ۵۸۷ فوت (۱۷۹ متر) می‌باشد.